# Lysimachia pilophora
Lysimachia pilophora är en viveväxtart som först beskrevs av Masaji Masazi Honda, och fick sitt nu gällande namn av Masaji Masazi Honda. Lysimachia pilophora ingår i släktet lysingar, och familjen viveväxter. Inga underarter finns listade i Catalogue of Life.